# Едмонтонський швидкісний трамвай
Едмонтонський швидкісний трамвай (англ. Edmonton LRT) — система легкорейкового транспорту у місті Едмонтон, Канада, складається з двох лінії що мають спільну ділянку. Більшість станцій в місті наземна, підземних станцій лише 6 на ділянці між станціями «Churchill» та «University». Щоденний пасажиропотік оцінюється в 93 тисяч пасажирів (початок 2011). В системі використовується стандартна ширина колії, та потяги що живляться від повітряної контактної мережі.

## Історія

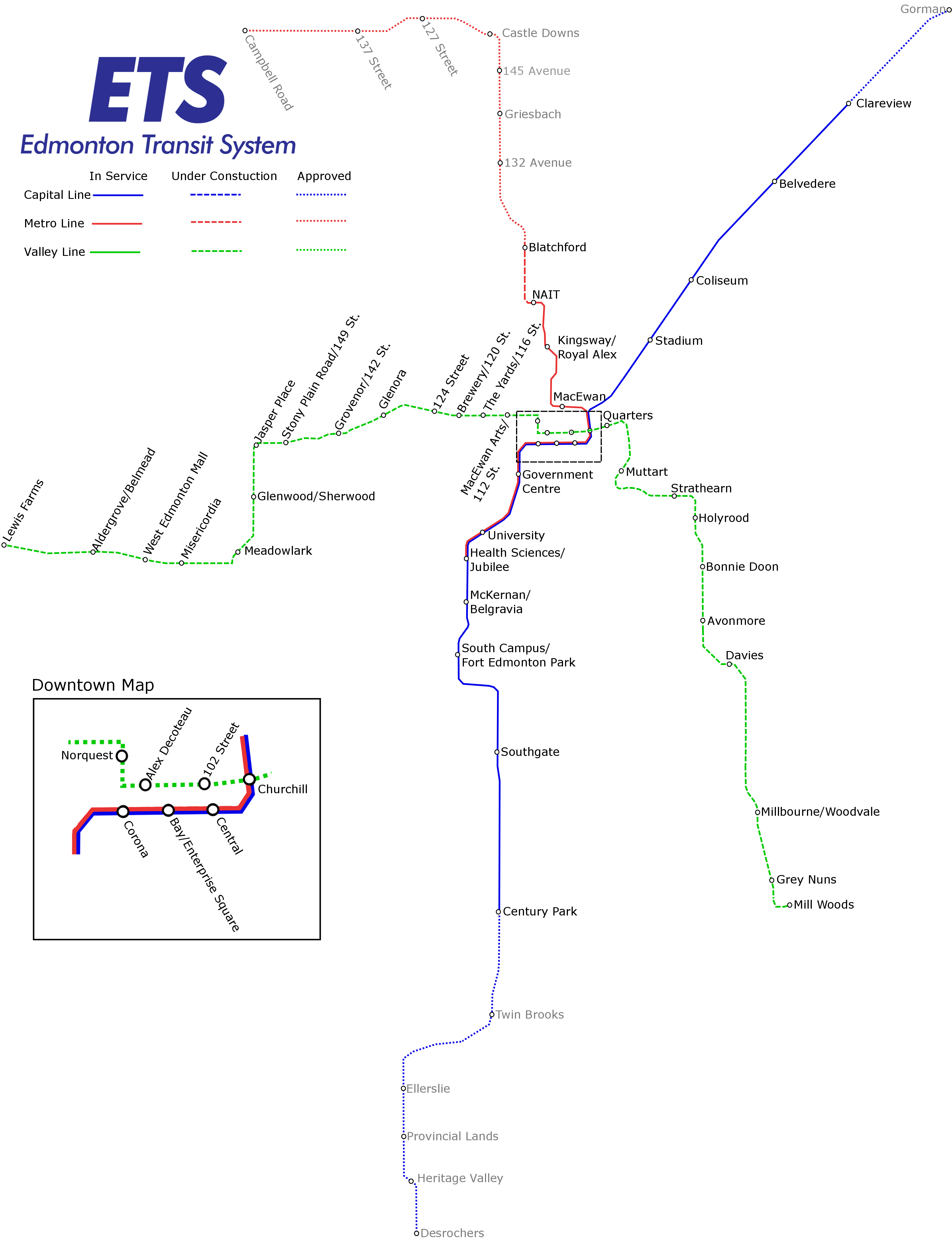
План розвитку системи ЛРТ

Будівництво системи ЛРТ в місті почалося у 1974 році. Початкова ділянка з 5 станцій та 6,9 км відкрилася у 1978 році, на той час перша система ЛРТ в Західній Канаді.

## Список станцій
| Станція                                      | Рік відкриття  | Напрямок | Координати                                                              | Нотатки                             |
| -------------------------------------------- | -------------- | -------- | ----------------------------------------------------------------------- | ----------------------------------- |
| Клерв'ю «Clareview»                          | 4 березня 2001 |          | 53°36′6″ пн. ш. 113°24′41″ зх. д. / 53.60167° пн. ш. 113.41139° зх. д.  | Північна кінцева станція Лінії 1    |
| Бельведер «Belvedere»                        | 22 квітня 1978 |          | 53°35′18″ пн. ш. 113°25′58″ зх. д. / 53.58833° пн. ш. 113.43278° зх. д. | Лінія 1                             |
| Колізей «Coliseum»                           | 22 квітня 1978 |          | 53°34′14″ пн. ш. 113°27′30″ зх. д. / 53.57056° пн. ш. 113.45833° зх. д. | Лінія 1                             |
| Стадіон «Stadium»                            | 22 квітня 1978 |          | 53°33′36″ пн. ш. 113°28′15″ зх. д. / 53.56000° пн. ш. 113.47083° зх. д. | Лінія 1                             |
| Черчилль «Churchill»                         | 22 квітня 1978 |          | 53°32′09″ пн. ш. 113°29′21″ зх. д. / 53.53583° пн. ш. 113.48917° зх. д. | Лінія 1, Лінія 2                    |
| Центральна «Central»                         | 22 квітня 1978 |          | 53°32′28″ пн. ш. 113°29′31″ зх. д. / 53.54111° пн. ш. 113.49194° зх. д. | Лінія 1, Лінія 2                    |
| Площа підприємництва «Bay/Enterprise Square» | 21 червня 1983 |          | 53°32′27″ пн. ш. 113°29′54″ зх. д. / 53.54083° пн. ш. 113.49833° зх. д. | Лінія 1, Лінія 2                    |
| Корона «Corona»                              | 21 червня 1983 |          | 53°32′27″ пн. ш. 113°30′27″ зх. д. / 53.54083° пн. ш. 113.50750° зх. д. | Лінія 1, Лінія 2                    |
| Урядовий центр «Grandin/Government Centre»   | вересень 1989  |          | 53°32′10″ пн. ш. 113°30′37″ зх. д. / 53.53611° пн. ш. 113.51028° зх. д. | Лінія 1, Лінія 2                    |
| Університет «University»                     | 23 серпня 1992 |          | 53°31′30″ пн. ш. 113°31′19″ зх. д. / 53.52500° пн. ш. 113.52194° зх. д. | Лінія 1, Лінія 2                    |
| Ювілейна «Health Sciences/Jubilee»           | 3 січня 2006   |          | 53°31′30″ пн. ш. 113°31′19″ зх. д. / 53.52500° пн. ш. 113.52194° зх. д. | Лінія 1, Лінія 2                    |
| Белгравія «McKernan/Belgravia»               | 26 квітня 2009 |          | 53°30′47″ пн. ш. 113°31′34″ зх. д. / 53.51306° пн. ш. 113.52611° зх. д. | Лінія 1, Лінія 2                    |
| Південний кампус «South campus»              | 26 квітня 2009 |          | 53°30′10″ пн. ш. 113°31′43″ зх. д. / 53.50278° пн. ш. 113.52861° зх. д. | Лінія 1, Лінія 2                    |
| Саутгейт «Southgate»                         | 25 квітня 2010 |          | 53°29′8″ пн. ш. 113°31′10″ зх. д. / 53.48556° пн. ш. 113.51944° зх. д.  | Лінія 1, Лінія 2                    |
| Сенчері-Парк «Century Park»                  | 25 квітня 2010 |          | 53°27′27″ пн. ш. 113°30′59″ зх. д. / 53.45750° пн. ш. 113.51639° зх. д. | Південна кінцева станція обох ліній |
| МакЕван «MacEwan»                            | 6 вересня 2015 |          | 53°32′52″ пн. ш. 113°29′57″ зх. д. / 53.54778° пн. ш. 113.49917° зх. д. | Лінія 2                             |
| Кінгсвей «Kingsway/Royal Alex station»       | 6 вересня 2015 |          | 53°33′28″ пн. ш. 113°30′4″ зх. д. / 53.55778° пн. ш. 113.50111° зх. д.  | Лінія 2                             |
| «NAIT»                                       | 6 вересня 2015 |          | 53°33′58″ пн. ш. 113°30′21″ зх. д. / 53.56611° пн. ш. 113.50583° зх. д. | Північна кінцева станція Лінії 2    |

- У 2020 році планується відкриття третьої лінії з 12 станцій.

## Галерея

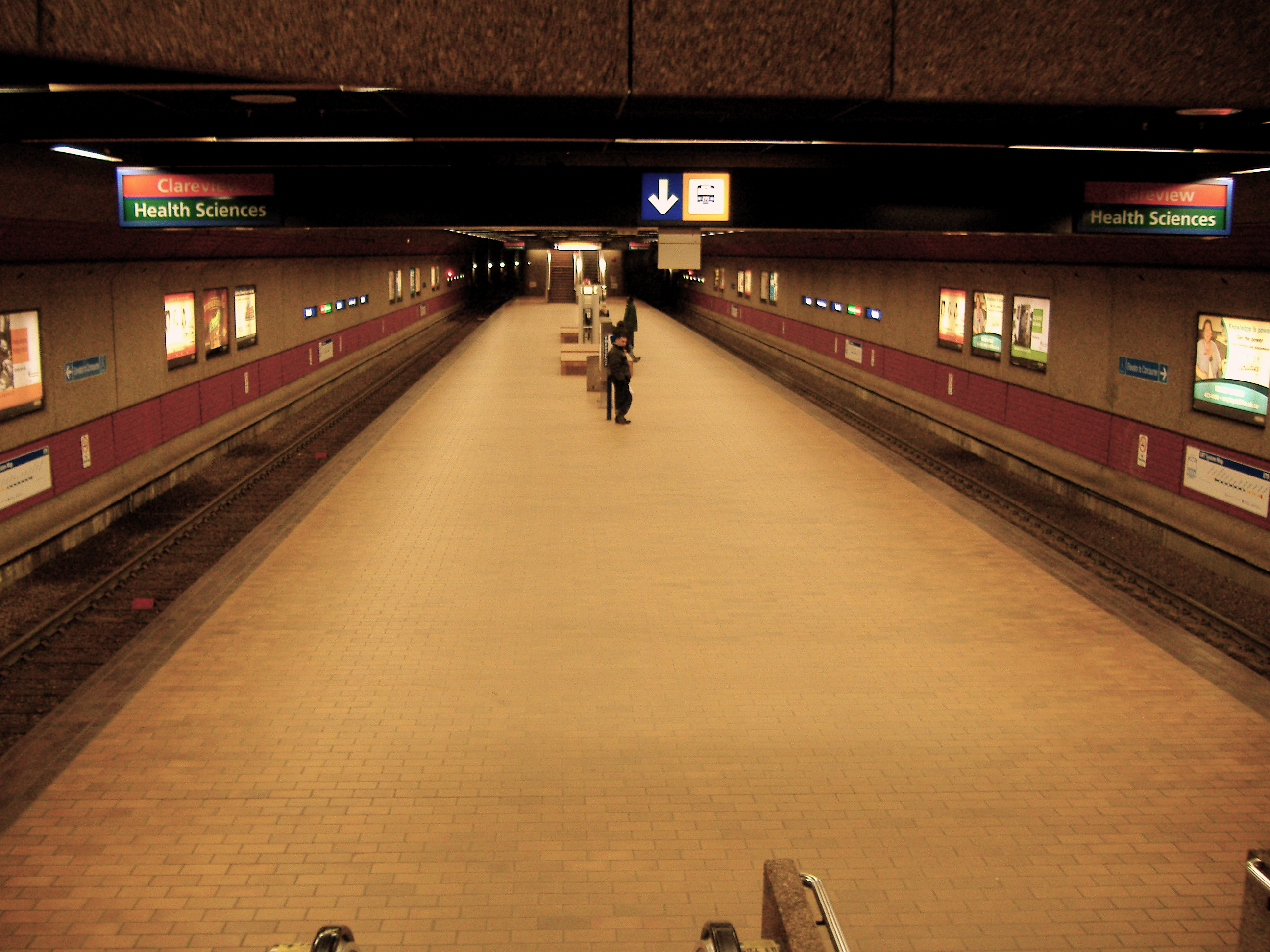
Підземна станція «Central»
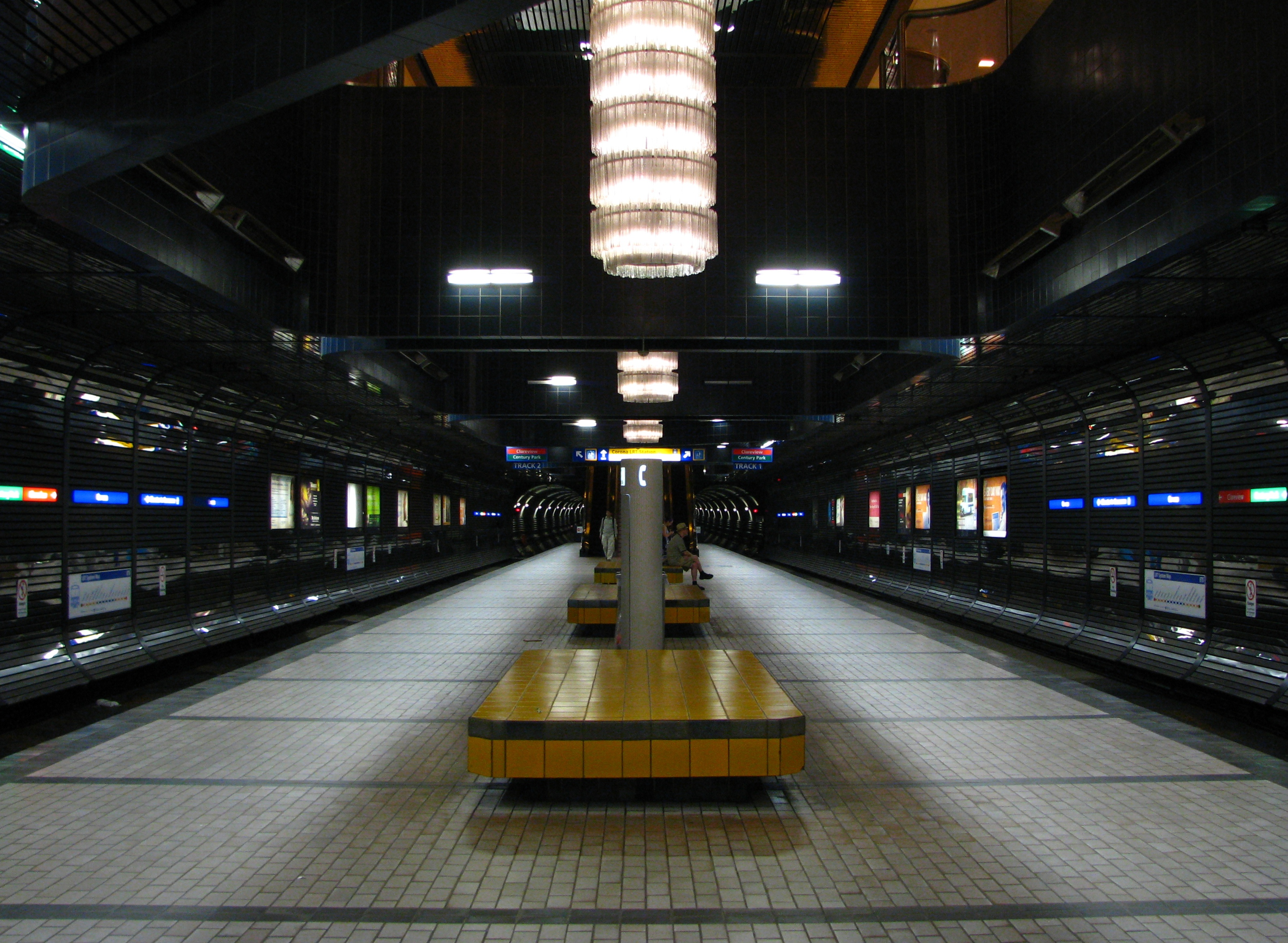
Підземна станція «Corona»
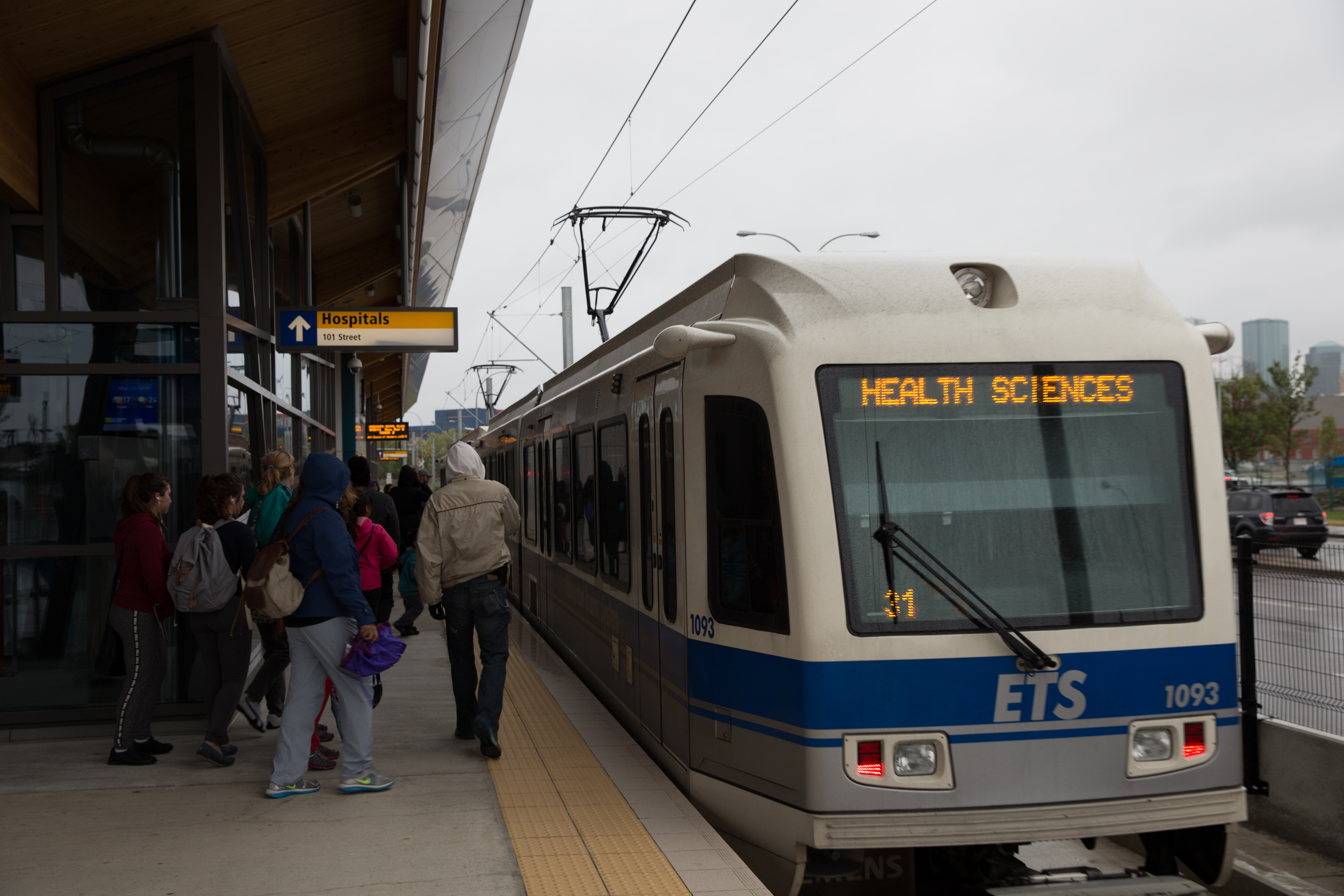
Потяг на станції «Kingsway/Royal Alex»
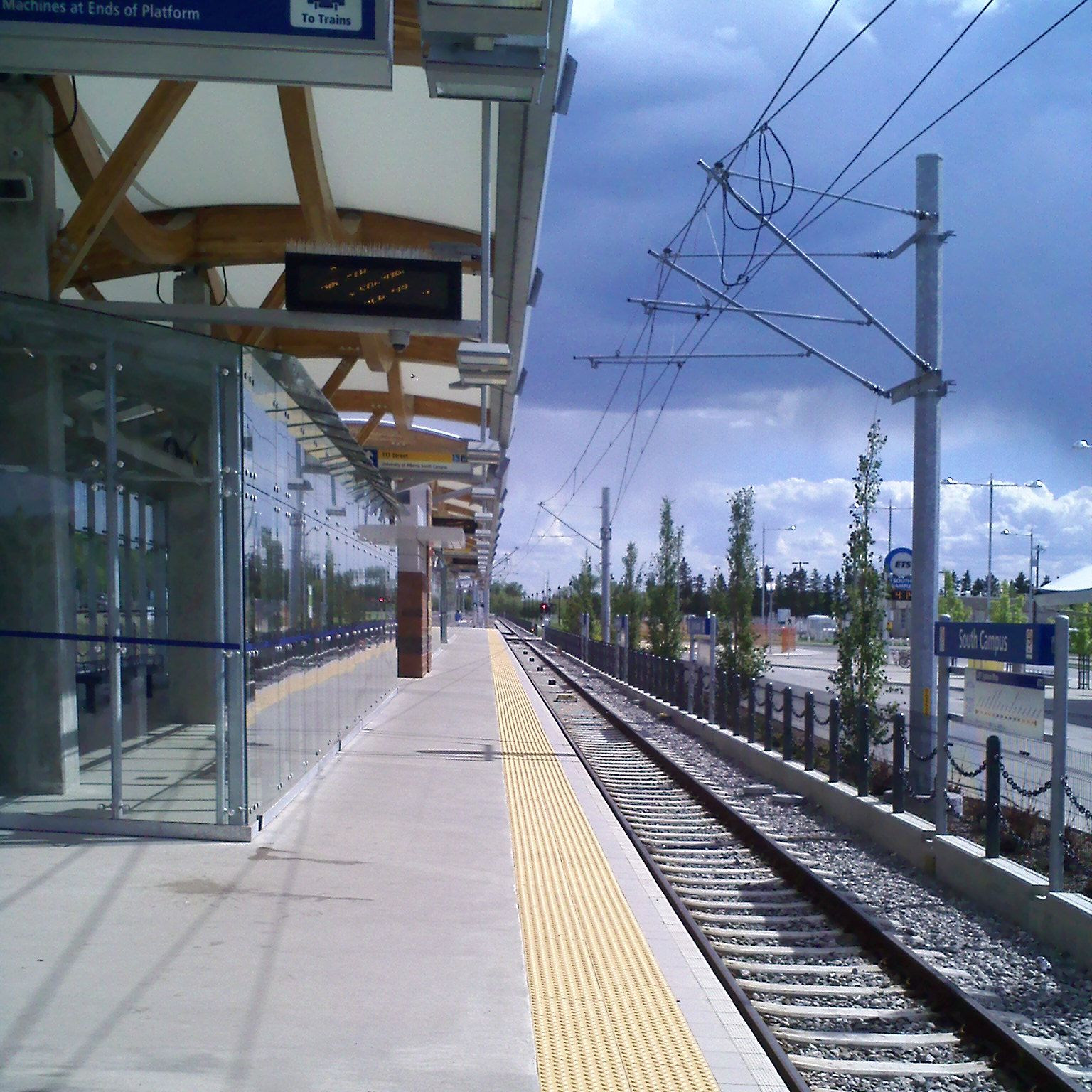
Станція «South Campus»
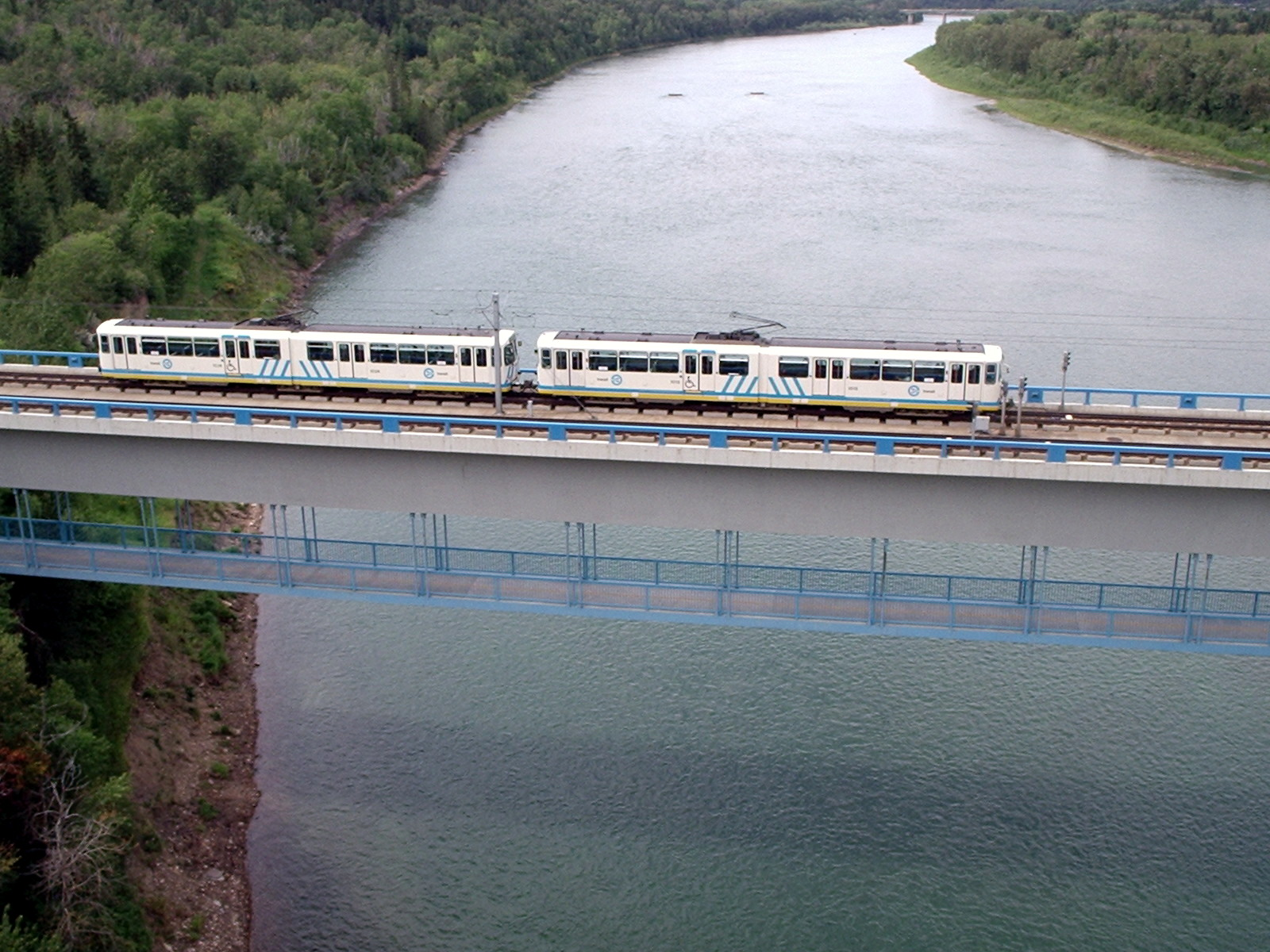
Потяг ЛРТ на мосту